# Yossi et Jagger
Série
Yossi
(2012)
Pour plus de détails, voir Fiche technique et Distribution.
Yossi et Jagger (en Hébreu: יוסי וג'אגר, Yossi Ve Jager) est un film israélien sorti en 2002 et réalisé par Eytan Fox.  Le film raconte l'amour secret de deux jeunes soldats israéliens envoyés dans le sud du Liban pendant l'occupation de cette région par Israël. Il est tiré d’une histoire vraie de deux soldats qui ont eu une liaison lors de l'invasion israélienne du Liban en 1982.

## Synopsis
Yossi (Ohad Knoller) est lieutenant d'une section de soldats basée à la frontière entre Israël et le Liban. Il part en reconnaissance avec son sergent, Lior (Yehuda Levi), que tout le monde surnomme Jagger car il ressemble à une star du rock. Yossi est aussi renfermé et taciturne que Lior/Jagger est expansif et extraverti.
Au cours de la reconnaissance, les deux hommes, après une bataille dans la neige, commencent à s'embrasser car les deux garçons entretiennent depuis quelque temps une relation aussi secrète que passionnée.
Lior, qui doit bientôt quitter l'armée, demande à Yossi de le suivre.
Par la suite, Lior continue d'exprimer ses sentiments à Yossi (il veut le présenter à ses parents et veut manifestement vivre avec lui). Mais notamment à cause de leur mission, Yossi n'est pas toujours prêt à l'écouter. Les deux hommes se disputent, Yossi reproche à Jagger son immaturité et surtout a peur que leur liaison ne soit découverte.
Une embuscade doit finalement avoir lieu. Yossi n'est pas favorable à l'intervention, à cause de la pleine lune qui laissera les soldats visibles et il a peur pour Lior.
Au moment de lever l'embuscade, après une dernière tentative ratée de réconciliation de Yossi, certains hommes, dont Lior, sautent sur une mine. Lior est mortellement touché. Il va mourir dans les bras de Yossi, qui essaie de le faire s'accrocher à la vie, lui promet de le suivre, lui dit qu'il l'aime.
A la réception funéraire chez les parents de Lior, la mère de Lior se rend compte qu'elle connaissait assez peu son fils, et ne connaissait pas son film ou sa chanson préférés. Yossi répond que la chanson préférée de Lior est Viens (Bo) de Rita. Il voit un album photo et se rappelle avec émotion quelques moments passés avec Lior.

## Fiche technique
- Titre : Yossi et Jagger
- Titre original : יוסי וג'אגר (Yossi Ve Jager)
- Réalisation : Eytan Fox
- Scénario : Avner Bernheimer
- Image : Yaron Scharf
- Montage : Yosef Grunfeld
- Son : Ashi Milo
- Musique : Ivri Lider
- Production : Amir Harel, Gal Uchovsky
- Pays d'origine : Israël
- Langue : hébreu
- Durée : 67 minutes

## Distribution
- Ohad Knoller (VF : Benjamin Boyer) : Yossi
- Yehuda Levi (VF : Maël Davan-Soulas) : Jagger (Lior)
- Assi Cohen (VF : Anatole de Bodinat) : Ophir
- Aya Koren (VF : Élisabeth Ventura) : Yaeli
- Hani Furstenberg (VF : Dorothée Pousséo) : Goldie
- Yuval Semo (VF : Rémi Bichet) : Schizo
- Hanan Savyon (VF : Vincent de Bouard) : Adams
- Erez Kahana (VF : Loïc Legendre) : Yaniv, le cuisinier
- Yaniv Moyal (VF : Bertrand Nadler) : Samouah

## Suite
Eytan Fox a réalisé en 2012 une suite à Yossi et Jagger. Il y imagine ce que devient Yossi dix années plus tard. Eytan Fox écrit : "Ohad Knoller et moi imaginions Yossi dans un mauvais pas, et nous avons voulu l'aider à en sortir."
Le film est sorti en France le 2 janvier 2013